# MFCC
Мелчастотні кепстральні коефіцієнти (англ. Mel-frequency cepstral coefficients (MFCCs)) — це коефіцієнти мел-частотного кепстру.
Мел-шкала є емпіричною шкалою, що ґрунтується на людському відчутті частоти звуку. На основі MFCC розраховуються ознаки кольоровості для нейронних мереж при розпізнаванні конкретної голосової команди.